# Aleksandra Klęczar
Aleksandra Anna Klęczar (ur. 1973) – polska badaczka literatury i tłumaczka; doktor habilitowana nauk humanistycznych.
Doktoryzowała się w 2003 na Uniwersytecie Jagiellońskim w zakresie literaturoznawstwa na podstawie pracy Funkcjonowanie greckiej tradycji literackiej w piśmiennictwie judeohellenistycznym (promotor – Kazimierz Korus). Habilitowała się tamże w 2020 na podstawie dorobku naukowego, w tym dzieła Ha-Makdoni. Images of Alexander the great in ancient and medieval Jewish literature.
Wykładowczyni w Instytucie Filologii Klasycznej Uniwersytetu Jagiellońskiego. Publikowała artykuły w pismach: Classica Cracoviensa, Dekada Literacka, Eos, Meander, Studia Litteraria Universitatis Iagellonicae Cracoviensis. Nominowana do Nagrody Literackiej Gdynia 2014 w kategorii przekład na język polski za Poezje wszystkie Katullusa (wspólnie z Grzegorzem Franczakiem). Autorka artykułów naukowych poświęconych legendzie Aleksandra Wielkiego i obecności tradycji antycznej w kulturze popularnej.
Należy do redakcji miesięcznika „Nowa Fantastyka”.

## Twórczość
- Ezechiel tragik i jego dramat Exagode „Wyprowadzenie z Egiptu” (The Enigma Press, Kraków 2006)

tłumaczenia:
- Poezje wszystkie – Katullus (Homini – Wydawnictwo Benedyktynów, Tyniec 2013)